# Brunfelsia splendida
Brunfelsia splendida là một loài thực vật thuộc họ Solanaceae. Đây là loài đặc hữu của Jamaica.